# Travis Meyer
Travis Meyer (City of Swan, Austràlia Occidental, 8 de juny de 1989) és un ciclista australià, professional des del 2008 fins al 2016.
Especialista en pista, ha estat cinc vegades campió del món júnior. En carretera destaca el Campionat nacional en ruta de 2010.
És germà del també ciclista Cameron Meyer.

## Palmarès en pista
- 2006
  -  Campió del món júnior en Madison, amb Cameron Meyer
  -  Campió del món júnior en Persecució per equips, amb Jack Bobridge, Leigh Howard i Cameron Meyer
  -  Campió d'Austràlia de persecució per equips júnior, amb Cameron Meyer, Duane Johansen i Douglas Repacholi
  -  Campió d'Austràlia de Madison júnior, amb Cameron Meyer
- 2007
  -  Campió del món júnior en Persecució
  -  Campió del món júnior en Persecució per equips, amb Jack Bobridge, Leigh Howard i Glenn O'Shea
  -  Campió del món júnior en Scratch
  - Campió d'Oceania en Persecució per equips, amb Cameron Meyer, Mark Jamieson i Phillip Thuaux
- 2009
  -  Campió d'Austràlia de persecució per equips, amb Cameron Meyer, Michael Freiberg i Luke Durbridge

## Palmarès en ruta
- 2007
  - Vencedor d'una etapa del Tour de Perth
- 2008
  - 1r al Tour de Wellington
  - 1r al Tour de Berlín
- 2009
  - 1r al Tour de Perth i vencedor d'una etapa
- 2010
  -  Campió d'Austràlia en ruta